# 下瓦爾托夫斯克
下瓦爾托夫斯克（Нижнева́ртовск），是俄羅斯漢特-曼西自治區第二大城市，位於鄂畢河畔。2002年人口為239,044人。

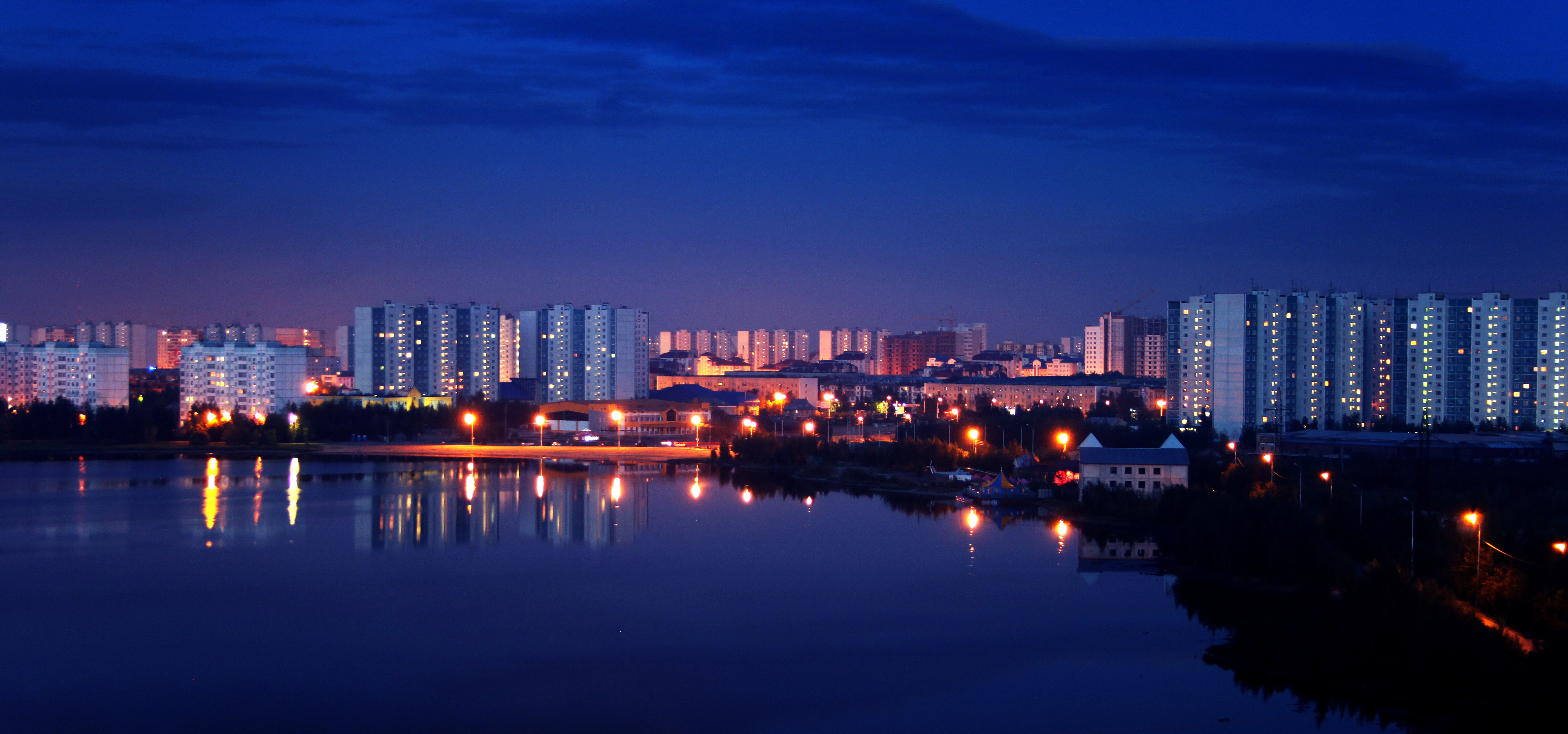

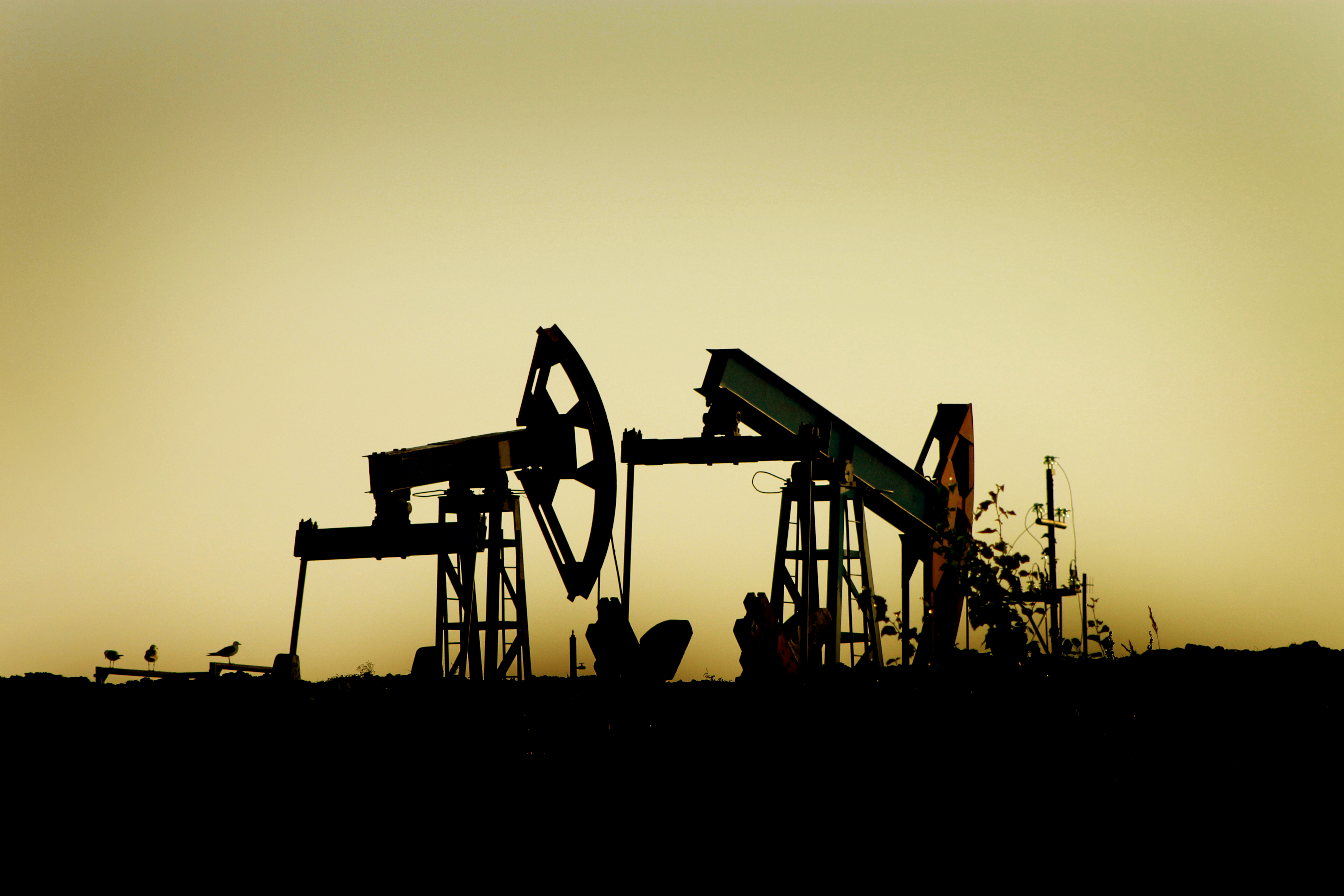

建於1909年，1972年設市。